# James Rowland
James Rowland, né le 1er novembre 1922 à Armidale et mort le 27 mai 1999 à Sydney, est un homme politique australien gouverneur de Nouvelle-Galles du Sud du 20 janvier 1981 au 20 janvier 1989.